# Pityke
A Pityke vagy Pityke őrmester a rendőrséget népszerűsítő magyar televíziós rajzfilmsorozat, amely 1979-ben készült a Belügyminisztérium megbízásából, és 1981-ben mutatták be először.

## Rövid tartalom
A sorozat címszereplője Pityke őrmester, aki mindenre elszánt rendőr módjára deríti fel a bűnügyeket, fogja el a szélhámosokat, betörőket, tolvajokat és segíti a közrend fenntartását, valamint vigyáz a gyerekekre. Pityke barátai Kukucs, Szöszi, Kati, és Marcipán, a kutyája, aki a bevetéseken szirénaként vonyít.

## Szereplők
| Szereplő                    | Magyar hang      | Leírás                                       |
| --------------------------- | ---------------- | -------------------------------------------- |
| Pityke őrmester             | Kern András      | mindenre elszánt rendőr                      |
| Marcipán                    | Farkas Antal     | Pityke hűséges schnauzer kutyája             |
| Kukucs                      | Kovács Krisztián | Pityke ifjú barátja                          |
| Csusza                      | Nagy Anna        | Kukucs kiskutyája                            |
| Komputer                    | Képessy József   | Beszélő számítógép, Pityke parancsnoka       |
| Szöszi                      | Csellár Réka     | Kukucs barátnője                             |
| Kati                        | Csongrádi Kata   | Pityke barátnője, barlangkutató és újságárus |
| Tégely Péter (3. részben)   | Sztankay István  | A gazember, a maszkirozás nagymestere        |
| Harmath Oszkár (5. részben) | Bánhidi László   | A ruharabló öregember                        |
| Lórika (8. részben)         | Szuhay Balázs    | A pökhendi beszélő papagáj                   |

További szereplők: Bajka Pál, Bárány Frigyes, Benkóczy Zoltán, Füzessy Ottó, Gyabronka József, Győri Ilona, Konrád Antal, Koroknay Géza, Szatmári István, Szokol Péter, Varanyi Lajos, Varga T. József, Vay Ilus

## Alkotók
- Rendezte: Maros Zoltán
- Írta: Horváth Gita, Kovács István, Peterdi Pál
- Dramaturg: Ivanics Lilla
- Zenéjét szerezte: Wolf Péter
- Operatőr: Bacsó Zoltán, Csepela Attila, Janotyik Frigyes, Körmöci Judit, Polyák Sándor
- Hangmérnök: Nyerges András
- Vágó: Hap Magda
- Rajzolták: Bánfalvi Ákos, Bánki Katalin, Hernádi Oszkár, Jenkovszky Iván, Kanics Gabriella, Kaim Miklós, Kecskés Magda, Kiss Iván, Markó Nándor, Németh Mária, Pichler Gábor, Udvarnoki József, és még mások.
- Gyártásvezető: Auguszt Olga, Mezei Borbála, Mezei Tibor, Vécsi Veronika, Sásdi Zoltán, Tyll Tamás
- Tanácsadó: Balogh János

Készítette a Magyar Televízió és a Belügyminisztérium megbízásából a Pannónia Filmstúdió

## Epizódok
A rajzfilmsorozat 2006-ban DVD-n is megjelent a Dotkom Média gondozásában, digitálisan felújított változatát 2012-ben az MTVA forgalmazásában adták ki.
| Sor. | Év. | Cím                         | Rendező      | Író                                      | Premier           |
| --- | --- | --------------------------- | ------------ | ---------------------------------------- | ----------------- |
| 1. | 1.  | Kukucs barlang              | Maros Zoltán | Horváth Gita, Kovács István, Peterdi Pál | 1981. április 30. |
| Pityke őrmester balsorsa és örök keresztje, a Zsiráf őrs kirándulni indul, természetesen akkor, amikor (őszinte bánatára) pont az őrmester az ügyeletes. Kukucs és Szöszi nem is tagadja meg önmagát. Egy barlang felfedezésére indulnak, amíg a többiek egyéb rosszasággal vannak elfoglalva. A barlangban aztán nem csak a szokott dolgokat találják, amellett, hogy bajba is kerülnek. De Kati segítségével azután minden és mindenki a megérdemelt helyére kerül. |     |                             |              |                                          |                   |
| 2. | 2.  | Rabló-pandúr                | Maros Zoltán | Horváth Gita, Kovács István, Peterdi Pál | 1981. május 1.    |
| Jól kigondolt, előre kitervelt bankrablás történik, amikor is ellopnak egy pénzszállító autót. De hiába minden precízen kidolgozott terv, Pityke logikáját és rendőri rutinját nem tudják becsapni. Kukucs és barátai, no meg természetesen a nyomozók segítségével az őrmester és Marcipán gyorsan elfogja az elkövetőt. Avagy: miért gyanús a fagyis, aki nem akar fagylaltot adni!?                                                                                |     |                             |              |                                          |                   |
| 3. | 3.  | A látszat csal              | Maros Zoltán | Horváth Gita, Kovács István, Peterdi Pál | 1981. május 6.    |
| Pityke riasztást kap a parancsnoki komputertől. Bűncselekmény van folyamatban! Egy kaméleont is megszégyenítő ügyességgel a külsejét változtatgató csaló, éppen azt a környéket fosztogatja, ahol az őrmester barátja, Kukucs is lakik. Kukucs is bedől ugyan az ügyes trükköknek de Pityke is nagymester ha álcázásról van szó, valamint Csusza is megmutatja, hogy az orra teszi a kutyát nem a mérete, így gyorsan bilincset tesz a csaló kezére.                  |     |                             |              |                                          |                   |
| 4. | 4.  | A nyár veszélyei            | Maros Zoltán | Horváth Gita, Kovács István, Peterdi Pál | 1981. május 7.    |
| Akármilyen meleg nyár is van, fontos, hogy alaposan megnézzük hol is akarunk fürdeni, főleg a vízbe ugrálni! Kukucs és Szöszi alaposan próbára teszi Pityke ügyességét, aki mindent bevetve próbálja őket távolról visszatartani, amíg a segítség a helyszínre ér. De szerencsére minden jól végződik, és a gyerekek is rájönnek, hogy miért fontos csak biztonságos, kijelölt helyeken fürdeni.                                                                      |     |                             |              |                                          |                   |
| 5. | 5.  | Ruha teszi az embert        | Maros Zoltán | Horváth Gita, Kovács István, Peterdi Pál | 1981. május 14.   |
| A nyár folytatódik, de akármilyen meleg van, aki dolgozik vagy szolgálatban van, nem engedhet a víz csábításának. Ez főleg igaz az öltözők őrzésével megbízott kabinosra a strandon. Mert a bűnözők is résen vannak és gyorsan lecsapnak minden kínálkozó lehetőségre. De Pityke ismét a tolvajok előtt jár egy gondolattal, és verhetetlen logikájával csapdába csalja az elkövetőt.                                                                                 |     |                             |              |                                          |                   |
| 6. | 6.  | Pityke szabadnapja          | Maros Zoltán | Horváth Gita, Kovács István, Peterdi Pál | 1981. május 15.   |
| Pityke szabadnapján autóval vidéki barátját indul meglátogatni. Útközben két fiatalkorú stoppost vesz fel és épp a stoppolás veszélyeiről tart nekik előadást, amikor egy tisztes megjelenésű középkorú urat pillantanak meg az út mellett. Megállnak, hogy elvigyék őt is, és a kellemesnek ígérkező utazás kellemetlen események sorozatát indítja el. |     |                             |              |                                          |                   |
| 7. | 7.  | Pityke világszáma           | Maros Zoltán | Horváth Gita, Kovács István, Peterdi Pál | 1981. május 21.   |
| Pityke a komputerteremből kamerán keresztül ellenőrzést tart egy cirkuszban. Lélegzetállító műsor keretében fogják el a rosszfiút, aki bűvös módon csente el az áldozatok értékeit az előadás közepette. Kiszúrja, hogy a perecárus egy hírhedt tolvaj. Marcipán és Csusza segítségével akcióba lép. |     |                             |              |                                          |                   |
| 8. | 8.  | Hasonmás                    | Maros Zoltán | Horváth Gita, Kovács István, Peterdi Pál | 1981. május 28.   |
| Kukucs egy felbőszült tömeg elől menekül, akik azzal vádolják, hogy ellopta a madaraikat. Ő azonban csak most ért haza a nyári táborból. Pityke a védelmére és segítségére siet, hogy tisztázza ártatlanságát. A nyomozásba a két kutya mellett egy nagyszájú papagáj is besegít. |     |                             |              |                                          |                   |
| 9. | 9.  | Iskolai bajnokság           | Maros Zoltán | Horváth Gita, Kovács István, Peterdi Pál | 1981. június 3.   |
| Kukucs meghívja Pitykét és Katit az iskolabajnokság döntőjére. Kukucs csapata az első félidőben a kapus meglepően rossz teljesítménye miatt leszerepel. Pitykének kell lelket önteni a csapatba és rájönni, hogy mi áll a rossz teljesítmény mögött. |     |                             |              |                                          |                   |
| 10. | 10. | Kukalovagok                 | Maros Zoltán | Horváth Gita, Kovács István, Peterdi Pál | 1981. június 4.   |
| Huligánok bántják a gyerekeket és az állatokat a játszótéren és törnek-zúznak. Szerencsére Pityke, Csusza kutyusnak hála, hamar rátalál a rendbontókra, akiket alaposan megleckéztet a tettükért. Az is kiderül, hogy Pitykét kemény fából faragták ám. |     |                             |              |                                          |                   |
| 11. | 11. | A kerékpár nem trapéz       | Maros Zoltán | Horváth Gita, Kovács István, Peterdi Pál | 1981. június 10.  |
| 12. | 12. | Kutyavásár                  | Maros Zoltán | Horváth Gita, Kovács István, Peterdi Pál | 1981. június 11.  |
| 13. | 13. | Nem mind arany, ami fénylik | Maros Zoltán | Horváth Gita, Kovács István, Peterdi Pál | 1981. június 17.  |